# Nagravisión 3
Nagravisión 3 es un proyecto de la empresa suiza de seguridad informática Kudelski Group dirigida por André Kudelski, especializada en cifrado y descifrado de señal MPEG en acceso condicional a ella, base principal de todos los proveedores de televisión por satélite. El proyecto Nagravisión ha tenido varias versiones y numerosos parches de seguridad; conocidas como Nagra 1, Nagra 2 y ahora Nagra 3.
Nagravision 3, más conocido como NAGRA 3, es el sucesor de Nagra 2.
Nagravision 3 nació en septiembre de 2007, por primera vez en la plataforma lusa, TV Cabo; posteriormente llegó a la plataforma española Digital+, en diciembre de 2007, y después se ha ido incorporando al resto de plataformas europeas como Premiere, Polsat, Digi TV, etc.
Esta versión de Nagravision trae consigo que cada tarjeta es distinta; por ejemplo, la versión de Tv Cabo es la ROM 142, mientras que la española es la ROM 180, etc. Cada plataforma de pago usa una versión ROM distinta, lo que la hace que sea más blindada, no como las anteriores 2 versiones en las que todas las plataformas usaban la misma ROM, gracias a lo cual los hackers al abrir una abrían todas las demás, siendo ahora más complicado, pues los hackers tienen que ir abriendo cada ROM de cada plataforma.